# Nyctemera insularis
Nyctemera insularis is een vlinder uit de familie spinneruilen (Erebidae), onderfamilie beervlinders (Arctiinae). De wetenschappelijke naam van de soort is voor het eerst geldig gepubliceerd in 1929 door Talbot.
Deze nachtvlinder komt voor in tropisch Afrika.